# 黑尔福斯特
黑尔福斯特是德国莱茵兰-普法尔茨州的一个市镇。总面积3.75平方公里，总人口1176人，其中男性569人，女性607人（2011年12月31日），人口密度314人/平方公里。